# Stanfield (Arizona)
Pour les articles homonymes, voir Stanfield.
Stanfield est une census-designated place du comté de Pinal, dans l'État de l'Arizona, aux États-Unis. En 2020, elle compte une population de 558 habitants.